# 民主平和党 (2020)
民主平和党（みんしゅへいわとう、韓国語: 민주평화당）は、韓国の政党。 全羅道地域を基盤にした政党で、中道政党（中道右派）と見なされるが、2025年現在野党である中道（中道左派）系の共に民主党よりも社会保守主義的性向が強い。
2020年2月24日に民生党（みんせいとう、韓国語: 민생당）として結成され、第22代総選挙を控えた2024年3月13日に気候民生党（きこうみんせいとう、韓国語: 기후민생당）へ党名を変更し、2025年4月17日に現在の党名になった。

## 概説

民生党時代のロゴ

第20代総選挙の結果、韓国国会には共に民主党、セヌリ党（後の自由韓国党）に次ぐ第三極として国民の党が登場した。国民の党は2018年2月に正しい政党と統合して正しい未来党となったが、元セヌリ党の議員で構成される正しい政党との統合に反発した議員が国民の党を離党して民主平和党を結党した。また、2019年から2020年年頭にかけて孫鶴圭代表と対立する保守系議員が離党して新しい保守党と未来に向けた前進4.0を結党した他、民主平和党からも代案新党が分裂し、2020年1月末の時点で第三極系の政党は乱立状態にあった。
そのような中、2020年4月実施予定の第21代総選挙を見越して政党再編を模索する動きが活発化し、新しい保守党と未来に向けた前進4.0は右派性向が類似している自由韓国党と合同して未来統合党となった。この動きに触発される形で、2020年2月15日に正しい未来党と民主平和党・代案新党の三党は合同して新党「民主統合党」を結成することで合意し、若干の修正を経て2月24日に民生党が結成された。なお、政党再編の過程で安哲秀を始めとする若干の党員が正しい未来党を離党しており、数名の議員は未来統合党へ移籍し、安哲秀とその支持者は同年2月23日に新たな国民の党を創立した。
2020年4月15日、予定通りに第21代総選挙が実施され、民生党は改選前議席を全て喪失する大敗を喫した。これにより、国会議員を有する第三極系の政党は国民の党のみとなり、民生党は湖南地方で若干の地方政府首長ないし地方議会議員を擁立するのみの弱小政党に衰退した。
その後、民生党員の多くは共に民主党と国民の力に分かれる形で離党した。第20代大統領選挙には候補者を立てることができなかった。第8回全国同時地方選挙 では2人のみ公認候補を擁立したが、いずれも落選し、国会と全ての地方議会において議席を失った。

## 選挙結果
| 代     | 年月日        | 議席数と 政党得票率 | 議席数と 政党得票率 | 議席数と 政党得票率 | 議席数と 政党得票率 | 議席数と 政党得票率 | 備考                     |
| 代     | 年月日        | 合計                | 地域区              | 比例区              | 地域区 得票率       | 比例区 得票率       | 備考                     |
| ------ | ------------- | ------------------- | ------------------- | ------------------- | ------------------- | ------------------- | ------------------------ |
| 第21代 | 2020年4月15日 | 0                   | 0                   | 0                   | 1.45%               | 2.71%               | 改選前の議席数は19議席。 |
| 第22代 | 2024年4月10日 | 0                   | 0                   | 0                   | 0.00%               | 0.02%               |                          |